# Шарикіна Валентина Дмитрівна
Валентина Дмитрівна Шарикіна (нар. 25 лютого 1940, Київ, УРСР) — радянська та російська акторка театру й кіно. Заслужена діячка культури Польщі (1976), заслужена артистка РРФСР (1981), народна артистка Росії (2000). Здобула популярність як виконавиця ролі пані Зосі в телепроєкті «Кабачок 13 стільців» (1966—1980).

## Життєпис
Валентина Шарикіна народилася 25 лютого 1940 року в Києві (за її власними словами — у Свердловську). Бабуся і мати Валентини походили від польської родини й дотримувались католицької віри. Дід, за материнською лінією, працював лікарем, мешкав у будинку в Києві на площі Богдана Хмельницького і був власником аптеки. 1917 року його розстріляли, а майно націоналізували. Батько — Дмитро Шарикін, льотчик і учасник Німецько-радянської війни, залишив сім'ю у воєнні роки. Мати, Ірина Анатоліївна Рогозинська (1915—1991; за словами Валентини Шарикіної мати народилася 17 січня 1913 року в Києві) — закінчила Свердловську консерваторію, грала в опереті, а 1950 року, через конфлікт із новим чоловіком, переїхала з дочкою до Іркутська. 1957 року Ірина Анатолівна отримала звання заслуженої артистки РРФСР. Крім Валентини, у сім'ї були ще діти: одноутробний старший брат і двоє однокровних братів від першого шлюбу батька. У подальшому батько мав ще дітей в інших шлюбах. Мати також кілька разів одружувалась. Її чоловіками були — поет Микола Дорізо, генерал Іван Вовченко, письменник Борис Костюковський.
Валентина до 10 років жила в Києві, а згодом з матір'ю переїхала до Іркутська. Там же закінчила середню школу № 17.
1962 року — випускниця Вищого театрального училища ім. Б. Щукіна в Москві. Художніми керівниками курсу були Іосиф Матвійович Рапопорт й Анатолій Іванович Борисов. Разом з Валентиною Дмитрівною навчались Андрій Миронов і Вікторія Лепко).
Валентина Шарикіна стала акторкою Московського театру сатири 1963 року й донині виступає на його сцені.

## Особисте життя
За словами Валентини Дмитрівні її шлюби з першим чоловіком — актором, як і з другим — лікарем-хірургом були нетривалими. У 1970-ті р. у неї були стосунки з режисером Євгеном Ташковим, виховувала його синів від шлюбу з Катериною Савіновою.
Третій чоловік — інженер-нафтовик Юрій Володимирович Ізвєков. Дітей немає.

## Театральні роботи
Валентина Шарикіна найбільше запам'яталася у ролі пані Зосі в радянському телевізійному гумористичному проєкті «Кабачок 13 стільців», де грала впродовж 15 років. 1976 року за цю роль акторка отримала почесне звання заслуженого діяча культури Польщі. Яскравими роботами Валентини Шарикіной стали ролі в музичних феєріях «Чарівний ліхтар» (телебенефіс режисера Е. Гінзбурга) і «Секретарки» (постановка Ю. Васильєва в Театрі сатири). Шарикіна виконувала переважно драматичні ролі й тепер продовжує грати в багатьох виставах «Театру Сатири». Вона грала у таких п'єсах як «Мольєр (Кабала святош)», «Мовчи, журба, мовчи…», «Затюканий апостол», «Малюк і Карлсон, який живе на даху», «Самогубець», «Божевільний день, або весілля Фігаро», «У полоні часу» (рос. У времени в плену) та ін.

### Вибрані п'єси
- «Витівки Скапена» (рос. Проделки Скапена) — фарс-комедія Мольєра
- «Тартюф, або дюрисвіт» (рос. Тартюф, или Обманщик) — п'єса Мольєра, роль Ельміри
- «Баня» — п'єса В. Маяковського, роль Полі
- «Клоп» — п'єса В. Маяковського, роль Зої Березкіної
- «Скажені гроші» (рос. Бешеные деньги) за О. Островським — роль Чебоксарової
- «Біг» за М. Булгаковим — роль Серафими Володимирівни
- «Прощавай, конферансьє!» за Григорієм Горіним
- «Дон Жуан, чи Любов до геометрії» — роль Міранди
- «Вісім жінок» (рос. Восемь любящих женщин) — роль Габі

## Фільмографія
| Рік       | Оригінальна назва                          | Назва українською                           | Роль                                                | Примітки                |
| --------- | ------------------------------------------ | ------------------------------------------- | --------------------------------------------------- | ----------------------- |
| 1962      | Третий тайм                                | Третій тайм                                 | Віра                                                |                         |
| 1963      | Иоланта                                    | Іоланта                                     | Брігіта                                             | співає Маргарита Міглау |
| 1965      | Дни лётные                                 | Дні льотні                                  | дружина Федора Івановича                            |                         |
| 1966      | Старшая сестра                             | Старша сестра                               | Шура, дружина Кирила, вчителька                     |                         |
| 1966      | Июльский дождь                             | Липневий дощ                                | Люся, продавчиня у відділі технічних іграшок        |                         |
| 1967      | Майор Вихрь                                | Майор Вихор                                 | танцюристка в ресторані                             |                         |
| 1968—1981 | Кабачок 13 стульев                         | Кабачок 13 стільців                         | пані Зося, офіціантка                               | телевистава             |
| 1968      | Судьба играет человеком                    | Доля грає людиною                           | Ліза                                                | телевистава             |
| 1970      | Умеете ли вы жить?                         | Чи вмієте ви жити?                          | Віра, москвичка, подружка Ліди                      |                         |
| 1971      | Ни дня без приключений                     | Ні дня без пригод                           | Клавдія Корнелівна                                  |                         |
| 1971      | Когда море смеётся                         | Коли море сміється                          | Паса, дочка мадам Ортіс                             | телевистава             |
| 1971      | Женский монастырь                          | Жіночий монастир                            | Ліза                                                | телевистава             |
| 1971      | Егор Булычов и другие                      | Єгор Буличов та інші                        | Єлизавета, дружина Достигаєва                       |                         |
| 1971      | Алло, Варшава!                             | Алло, Варшава!                              | Маша, стюардеса                                     |                         |
| 1972      | Руслан и Людмила                           | Руслан и Людмила                            | епізод                                              |                         |
| 1972      | Приваловские миллионы                      | Приваловські мільйони                       | Катерина Колпакова, Катерина Іванівна, акторка      |                         |
| 1973      | Дети Ванюшина                              | Діти Ванюшина                               | Людмила Красавіна                                   |                         |
| 1974      | По страницам Сатирикона-2                  | Сторінками Сатирикона-2                     | Надія Миколаївна                                    | фільм-вистава           |
| 1974      | Маленькие комедии большого дома            | Маленьки комедії великого дому              | Танюша                                              | телевистава             |
| 1974      | Контрабанда                                | Контрабанда                                 | Марина Кисельова                                    | озвучка Наталії Фатєєва |
| 1974      | Бенефис Савелия Крамарова                  | Бенефіс Савелія Крамарова                   | телевистава                                         |                         |
| 1976      | Преступление                               | Злочин                                      | Валерія Назарова, коханка Каретникова               |                         |
| 1976      | Волшебный фонарь                           | Чарівний ліхтар                             | прекрасна селянка, блондинка                        | телевистава             |
| 1978      | Таблетку под язык                          | Пілюлю під язик                             | Тамара                                              | телевистава             |
| 1980      | У времени в плену                          | Полонений в часі                            | мати                                                | телевистава             |
| 1985      | Золотая рыбка                              | Золота рибка                                | пані Зося                                           | телевистава             |
| 1988      | Поляна сказок                              | Поляна казок                                | епізод                                              |                         |
| 1989      | Самоубийца                                 | Самогубець                                  | Марія Лук'янівна, дружина                           | телевистава             |
| 2000      | Витрина                                    | Витрина                                     | мати                                                |                         |
| 2001      | Даун Хаус                                  | Даун Хаус                                   | генеральша Іволгіна                                 |                         |
| 2002      | Секретарши                                 | Секретарши                                  | секретарка з телефоном                              | телевистава             |
| 2003      | Возвращение Мухтара-1                      | Повернення Мухтара-1                        | Валентина Михайловна                                |                         |
| 2001      | Слепой                                     | Сліпий                                      | мати Анжели                                         |                         |
| 2004      | Ландыш серебристый-2                       | Конвалія серебриста-2                       | домогосподарка                                      |                         |
| 2004      | Долгое прощание                            | Тривалі проводи                             | Людмила Петрівна (Ляля) Телепнева (у старості)      |                         |
| 2005      | Мошенники / Неуловимая четвёрка            |                                             | Мігульська                                          |                         |
| 2006      | Ты — это я                                 | Ти — це я                                   |                                                     |                         |
| 2006      | Случайный попутчик                         | Випадковий пасажир                          | Лідія Петрівна, сусідка Ганни                       |                         |
| 2006      | Рельсы счастья                             | Рельси щастя                                | старушка                                            |                         |
| 2006      | Кодекс чести-3                             | Кодекс честі-3                              | сусідка Сергія                                      |                         |
| 2006      | Врачебная тайна                            | Лікарська таємниця                          | мати Харитонової                                    |                         |
| 2006      | Восемь любящих женщин                      | Вісім жінок                                 | Габі                                                | телевистава             |
| 2006      | Большие девочки                            | Великі дівчата                              |                                                     |                         |
| 2006      | Аэропорт-2                                 | Аеропорт-2                                  | Вороніна Матільда Марковна                          |                         |
| 2006      | Как уходили кумиры                         | Як уходили куміри                           | Спартак Мішулін                                     | документальний          |
| 2007      | Снежный ангел                              | Сніговий ангел                              | Генрієтта, сусідка Майї, власниця кішки             |                         |
| 2007      | Своя команда                               | Власна команда                              | Раїса Іванівна                                      |                         |
| 2007      | Экстренный вызов                           | Екстрений виклик                            | Ксенія Георгійовна, сусідка Ладигина                |                         |
| 2007      | Возвращение Мухтара-4                      | Повернення Мухтара-4                        | Валентина Михайловна, теща Толика                   |                         |
| 2008      | Одна ночь любви                            | Одна ніч кохання                            | епізод                                              |                         |
| 2008      | Человек в кадре. Юрий Волынцев             | Людина в кадрі. Юрій Волинцев               |                                                     | документальний          |
| 2009-2018 | Воронины                                   | Вороніни                                    | Тетяна Олексіївна, подруга Сергія Євгеновича        |                         |
| 2009      | Висяки-2 / Отдел контрольных преступлений  | Висяки-2/ Відділ контрольних злочинів       | Марія Юріївна Рюміна                                |                         |
| 2009      | Вердикт                                    | Вердикт                                     | Клавдія Іванівна Швед, зав. дитячим садом, присяжна |                         |
| 2011      | Ласточкино гнездо                          | Ластівчине гніздо                           | Ганна Іллівна, сусідка                              |                         |
| 2011      | Ельцин. Три дня в августе                  | Єльцин. Три дні в серпні                    | Емма Язова                                          |                         |
| 2011      | Я боюсь, что меня разлюбят. Андрей Миронов | Я боюсь, що мене розлюблять. Андрій Миронов |                                                     | документальний          |
| 2012      | Счастливы вместе                           | Щасливі разом                               | Іраїда                                              |                         |
| 2012      | Праздник взаперти                          |                                             | Алла Кузьмівна, сусідка Кіри Павлівни               |                         |
| 2012      | Верю                                       | Вірю                                        | Зінаїда Павлівна, завідувачка дитячого садка        |                         |
| 2013      | Точка взрыва                               |                                             | мама Ніна, прибиральниця у відділі поліції          |                         |
| 2013      | Муж счастливой женщины                     | Чоловік щасливої жінки                      | Ольга Дмитрівна, бабуся Люсі, генеральша            |                         |
| 2013      | Истребители                                | Винищувачі                                  | баба Валя                                           |                         |
| 2014      | Братаны-4                                  | Братани-4                                   | Белла Моєсіївна Фельдман                            |                         |
| 2015      | Ольга Аросева. Рецепт её счастья           | Ольга Аросєва. Рецепти її щастя             |                                                     | документальний          |
| 2015      | Вакантна жизнь шеф-повара                  | Вакантне життя шеф-кухаря                   | сусідка                                             |                         |
| 2016      | Против всех правил                         | Проти всіх прравил                          | Жизель Фёдоровна                                    |                         |
| 2017      | Тайны кино. Берегись автомобиля            | Таємниці кіно. Бережись автомобіля          |                                                     | документальний          |
| 2018      | Любовь по ошибке                           | Помилкове кохання                           | Ганна Сергіївна, сусідка                            | документальний          |